# Abiji járás

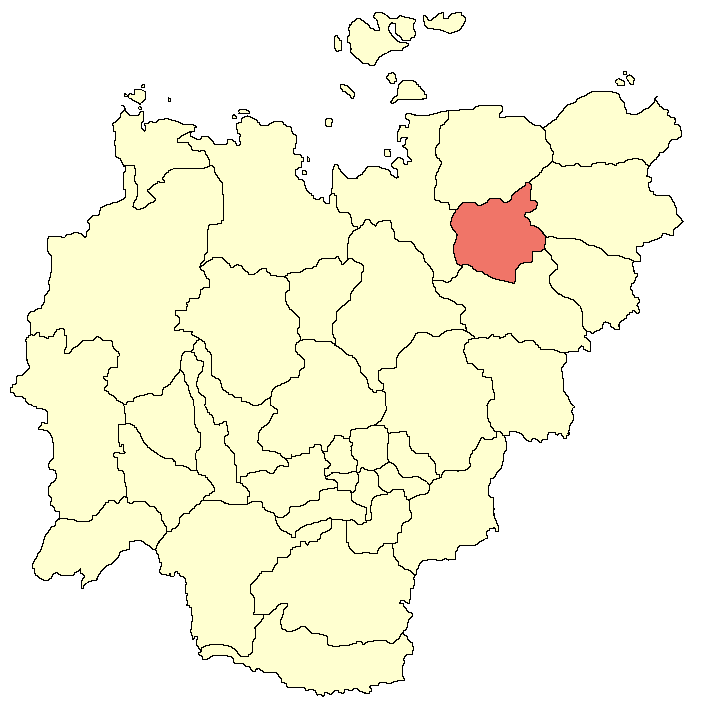
Az Abiji járás Jakutföldön

Az Abiji járás (oroszul Абыйский улус, jakut nyelven Абый улууһа) Oroszország egyik járása Jakutföldön. Székhelye Belaja Gora.

## Népesség
- 2002-ben 4750 lakosa volt, melyből 3842 jakut (80,88%), 515 orosz (10,84%), 221 even (4,65%), 58 evenk (1,22%), 55 ukrán (1,16%), a többi más nemzetiségű.
- 2010-ben 4425 lakosa volt, melyből 3541 jakut, 386 orosz, 348 even, 53 evenk stb.